# اچ‌ام‌اس دی۵
اچ‌ام‌اس دی۵ (به انگلیسی: HMS D5) یک زیردریایی بود که طول آن ۱۶۳ فوت (۵۰ متر) بود. این زیردریایی در سال ۱۹۱۱ ساخته شد.